# Dentigaster barbarella
Dentigaster barbarella är en stekelart som beskrevs av Herbert Zettel 1990. Dentigaster barbarella ingår i släktet Dentigaster och familjen bracksteklar. Inga underarter finns listade i Catalogue of Life.